# Brevmålare
Brevmålare är en äldre benämning på personer som yrkesmässigt sysslade med att framställa smärre handskrifter, avskrifter, brev, gratulationstexter och liknande, ofta dekorerade på olika sätt.
Sedan boktryckarkonten blivit vanligare förekom även Brevtryckare, som utförde liknande texter i tryck.